# Parque Nacional de Chavash Varmane Bor
O Parque Nacional Chavash Varmane Bor (em russo: Национальный парк «Чаваш Вармане»)) (em inglês, "Chuvash Forest") é uma grande floresta contígua (ininterrupta) na região do meio do rio Volga. O parque foi criado para servir ao duplo propósito de preservar a diversidade biológica e da protecção de um local representativo do povo chuvache. O parque encontra-se a cerca de 100 km a oeste de onde o rio Kama entra no Volga, na Planície Leste-central da Europa. Está localizado no distrito Shemurshinsky da República da Chuváchia, na Rússia.